# Nyctunguis libercolens
Nyctunguis libercolens är en mångfotingart som beskrevs av Chamberlin 1923. Nyctunguis libercolens ingår i släktet Nyctunguis och familjen småjordkrypare. Inga underarter finns listade i Catalogue of Life.